# 오브리 마일스
오브리 마일스(Aubrey Miles, 1982년 3월 16일 ~ )는 필리핀의 배우, 가수, 모델이다.